# Порро, Эдоардо
Эдоардо Порро (17 октября 1842, Падуя — 18 июля 1902, Милан) — итальянский медик, гинеколог и акушер, политик, сенатор.

## Биография
Эдоардо Порро родился 17 октября 1842 года в городе Падуе. Изучал медицину в медицинской школе Павии, где в 1865 году получил степень доктора медицины.
В 1866—1867 годах в рядах армии Гарибальди участвовал в войне за объединение Италии. Затем поступил ассистентом в миланскую больницу Ospedale maggiore, окончив акушерскую школу в том же городе, затем преподавал в ней. В 1875 году получил кафедру акушерства и гинекологии в Павии, которую занимал до 1882 года, вернувшись в Милан и возглавив там школу акушерства Санта-Катарина. В 1891 году был назначен сенатором Королевства Италии. В 1900 году стал президентом Итальянского общества естественных наук.
Обнародовал целый ряд прекрасных работ по своей специальности, из которых известностью пользовалось «Monografia sull’amputazione utero-ovarica caesarea», содержащая описание названной его именем операции — иссечения беременной матки с придатками, предложенная им с целью уменьшения смертности женщин при родах. Впервые такая операция была проведена 21 мая 1876 года в Павии; до этого Порро экспериментировал на животных. Впоследствии эта методика, хотя и прогрессивная для своего времени, была вытеснена более безопасными методами.